# 丰泰特
丰泰特（法語：Fontette，法語發音：[fɔ̃tɛt]）是法国奥布省的一个市镇，属于特鲁瓦区。

## 地理
丰泰特（48°4'52"N, 4°36'33"E）面积19.36 平方千米，位于法国大東部大區奥布省，该省份为法国中北部省份，北起马恩省，西接塞纳-马恩省，西南至约讷省，东南至科多尔省，东临上马恩省。
与丰泰特接壤的市镇（或旧市镇、城区）包括：坎凡、埃苏瓦、诺埃莱马莱、圣于萨日、乌尔斯河畔韦皮利耶尔、阿祖瓦地区维拉尔。

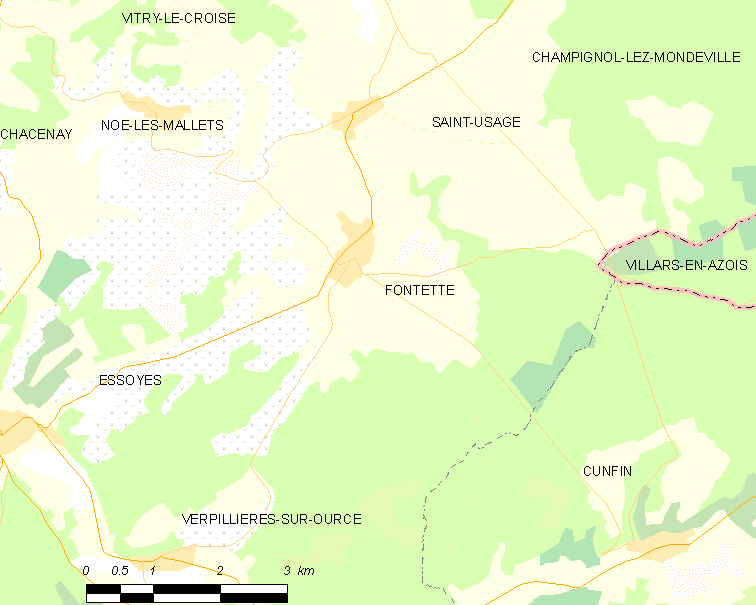
丰泰特的OSM定位图

丰泰特的时区为UTC+01:00、UTC+02:00（夏令时）。

## 行政
丰泰特的邮政编码为10360，INSEE市镇编码为10155。

## 政治
丰泰特所属的省级选区为塞纳河畔巴尔县。

## 人口

1962-2008年间丰泰特人口变化图示

丰泰特于2022年1月1日时的人口数量为179人。